# 稲田茂
稲田 茂（いなだ しげる、1967年10月8日 - ）は、元エフエム山陰アナウンサー。鳥取県米子市（旧淀江町）出身。

## 来歴・人物
- 通称は「稲ちゃん」、「稲田さん」。ファンキー稲田名義で活動したこともあり、「ファンキー」と呼ばれる（あるいは自らそのように呼称する）こともある。
- 中学・高校時代には軟式野球部に所属。「稲マン」と呼ばれていた。
- 2006年途中までSC鳥取のスタジアムナビゲーターを担当していた。また、2007年に松江市営陸上競技場行われた天皇杯5回戦のスタジアムナビゲーターも担当した。さらに、2015年には松江シティFCのホームゲームの一部でスタジアムナビゲーターを担当した。
- 2023年3月末をもってエフエム山陰を退社。

## 担当番組
- Musicウェルカム
- ファンキー稲田のV-air Sound Special
- V-air Sound Special FRIDAY COUNTDOWN HITS!「フラカンHITS!!」
- Mラジ
- evening Navigator e-Na
- Duoマガ
- V-air朝ピタ!〜START ME UP
- GET UP!! WEEK-END!!
- ちぇけら♪
- ぷれぜんGOLD
- ライフインスポーツ（同局幹事、桑の実プロ製作）
- V-air あまばん
- イナタとベップの笑【SHOW】タメ！（BSSラジオ）